# Никша Добуд
Никша Добуд (Дубровник, СФРЈ, 5. август 1985) је хрватски ватерполиста. Тренутно наступа за Југ. Игра на позицији центра.
Са репрезентацијом Хрватске је освојио бронзане медаље на светским првенствима 2009. у Риму и 2011. у Шангају и златну медаљу на Европском првентву 2010. у Загребу.
На летњим олимпијским играма 2012. године са репрезентацијом Хрватске освојио је златну медаљу, а проглашен је и за најбољег центра тог турнира и уврштен је у идеални тим турнира.